# Cicia
Cicia é um gênero de mariposa pertencente à família Bombycidae.